# Национальная баскетбольная лига (Китай)
Национальная баскетбольная лига (NBL) (кит. 全国男子篮球联赛) — китайская полупрофессиональная баскетбольная мужская лига, второй дивизион. Высшим дивизионом является Китайская баскетбольная ассоциация. До 2005 года носила название Китайская баскетбольная лига. Английское сокращение NBL в Китае используется чаще, чем китайское название.

## История создания
Лига была создана в 2004 году, соревнования начались в апреле. С этого периода времени девять команд выигрывали плей-офф:
- Юньнань Буллз (Юнань Хунхэ) (云南红河奔牛)
- Инкоу Дунхуа (营口东华沈部)
- Хэбэй Цзидун (河北冀东水泥)
- Сычуань Шидай Бинчуань (四川时代冰川)
- Шаньси Чжунъюй (Шаньси Юйцзинь) (山西宇晋)
- Хэйлунцзен Дацин (黑龙江大庆)
- Дунгуань Леопардс (Гуандун Нью Сенчури) (广东东莞新世纪)
- Тяньцзинь Жунган (天津男子篮球队)
- Гуандун Люсуй (广州六穗篮球俱乐部)

4 августа 2004 года команда «Юньнань» победила «Гуандун Нью Сенчури», стала первым чемпионом лиги и получила возможность в сезоне 2004-05 годов выступать в КБА.
В 2010 году лига была разделена на две группы — А и Б (всего в турнире принимало участие 18 команд). В первой части турнира проводился регулярный чемпионат, в котором команды играли друг с другом два раза. Первые четыре команды из каждой группы переходили в серию плей-офф, где 1-я команда встречалась в 8-й, 2-я — с 7-й и т. д. На первом этапе участие легионеров запрещено, в стадии плей-офф в каждой команде может быть на поле один легионер.
Одним из требований для участия в турнире было наличие уставного капитала в размере 200 млн юаней, а также наличие собственной арены (зала), тренировочного комплекса и т. д. Это давало гарантию выступлений в высшей лиге при завоевании чемпионского титула.

## Победители турнира
| Год  | Чемпион             |
| 2012 | Гуанчжоу Люсуй      |
| 2011 | Цзянсу Тунси        |
| 2010 | Цзянсу Тунси        |
| 2009 | Дунгуань Бонин      |
| 2008 | Гуандун Фэнлюй      |
| 2007 | Тяньцзинь Жунган    |
| 2006 | Чжэцзян Гуанша      |
| 2005 | Дунгуань Синь Шицзе |
| 2004 | Юньнань Хунхэ       |

## Команды чемпионата 2012
- Нанькин Арми
- Хэнань Цзиъюань
- Гуанчжоу Лю Суй Вампо
- Цзинь Цян Сычуань
- Гуанчжоу Фримэн
- Чангань Гуанчжоу
- Хэбэй Спрингс
- Гонконг Буллз
- Хэйлунцзян Чжаочжоу Фэн Шэнь
- Команда Цзянсу